# パラレル (KEYTALKの曲)
「パラレル」は、KEYTALKの楽曲で、通算5枚目（メジャー2枚目）のシングル。2014年3月12日にGetting Betterから発売された。

## 概要
前作「コースター」から約4か月ぶりのシングルで、前作同様、初回限定盤と通常盤の2形態で発売。初回限定盤には、『KEYTALK TV外伝「KEYTALKのためしとーく!?〜噂の検証編〜」』と題した映像が収録されたDVDが付属された。今作は初回限定盤と通常盤で収録曲も一部異なっている。この作品で、オリコンチャート初のトップ10入りを果たした。

## 収録内容

### 初回限定盤
CD
1. パラレル [3:00]
作詞・作曲：首藤義勝
2. サイクル [3:15]
作詞・作曲：寺中友将
3. 2013.11.17 LIVE MIX at LIQUIDROOM (UNITY〜コースター〜フォーマルハウト〜blue moon light〜a picture book〜PASSION〜アワーワールド) [23:38]

DVD
- 『KEYTALK TV外伝「KEYTALKのためしとーく!?〜噂の検証編〜」』

### 通常盤
1. パラレル
2. サイクル
3. UNITY (2013.11.17 LIVE at LIQUIDROOM) [2:35]

## 収録アルバム
- OVERTONE（#1）
- Best Selection Album of Victor Years（#1）
- Coupling Selection Album of Victor Years（#2）